# 桐木千寿
桐木千寿（きりき・ちず、1951年9月9日-　大阪府出身）は元祇園甲部芸妓、華道家。芸妓名は「豊千代」（とよちよ）であった。
桐木は呉服屋を生業とする家庭に育ち、6歳から日本舞踏を習い、その故あって花街に興味を抱く。
高校に入学したもの、花街への憧れを捨てきれず、中退。1968年、舞妓として「店出し」（披露）し、芸妓の道を歩む。以後、お座敷や都をどりにとどまらずメディアへの活躍を果たし、パルコのポスターのモデルに抜擢される。そのポスターは完売、盗難されるほど一躍人気を得た。
また、白洲次郎などの著名人との交流を深め、1988年に引退し、華道家に転身した。1999年、花街文化を伝えるべく甘味喫茶兼小物店、『花彩』を開業。華道のほか、実業家として国内外で活動し、現在に至る。